# Gus'-Železnyj
Gus'-Železnyj (in russo Гусь-Железный?) è un insediamento di tipo urbano della Russia europea centrale, situato nel distretto Kasimovskij dell'oblast' di Rjazan'.
Si trova sul fiume Gus', 18 km a nord-ovest di Kasimov.